# Live at Town Hall, vol. 2
Live at Town Hall, vol. 2 är ett livealbum av gitarristen Jim Hall och med några gästartister. Framträdandet ägde rum 26 juni, 1990 och skivan har getts ut i en Vol. 1 också. På skivan medverkar även gitarristerna John Scofield, John Abercrombie och Mick Goodrick.

## Låtlista
1. "Hide And Seek" (Jim Hall) – 10:56
  - Jim Hall — gitarr
  - Terry Clarke — trummor
2. "How Deep is the Ocean" (Irving Berlin) – 8:13
  - Jim Hall — gitarr 
  - Terry Clarke — trummor
3. "Sancticity" (Coleman Hawkins) – 8:52
  - Jim Hall — gitarr
  - Terry Clarke — trummor
4. "My Funny Valentine" (Text: Lorenz Hart – musik: Richard Rodgers) – 7:46
  - Mick Goodrick — gitarr
  - John Abercrombie – gitarr
5. "Careful" (Jim Hall) – 8:23
  - Jim Hall — gitarr
  - Gary Burton — vibrafon

Total tid: 44:10

## Medverkande
- Jim Hall — gitarr
- Gil Goldstein — piano, synthesizer
- Steve LaSpina — bas
- Terry Clarke — trummor
- Mick Goodrick — gitarr
- John Abercrombie — gitarr
- John Scofield — gitarr
- Gary Burton — vibrafon

## Källhänvisningar
1. 1 2  "Live at Town Hall, Vol. 2". Allmusic.com. Läst 31 januari 2015. (engelska)